# Попов Анатолій Іванович (мистецтвознавець)

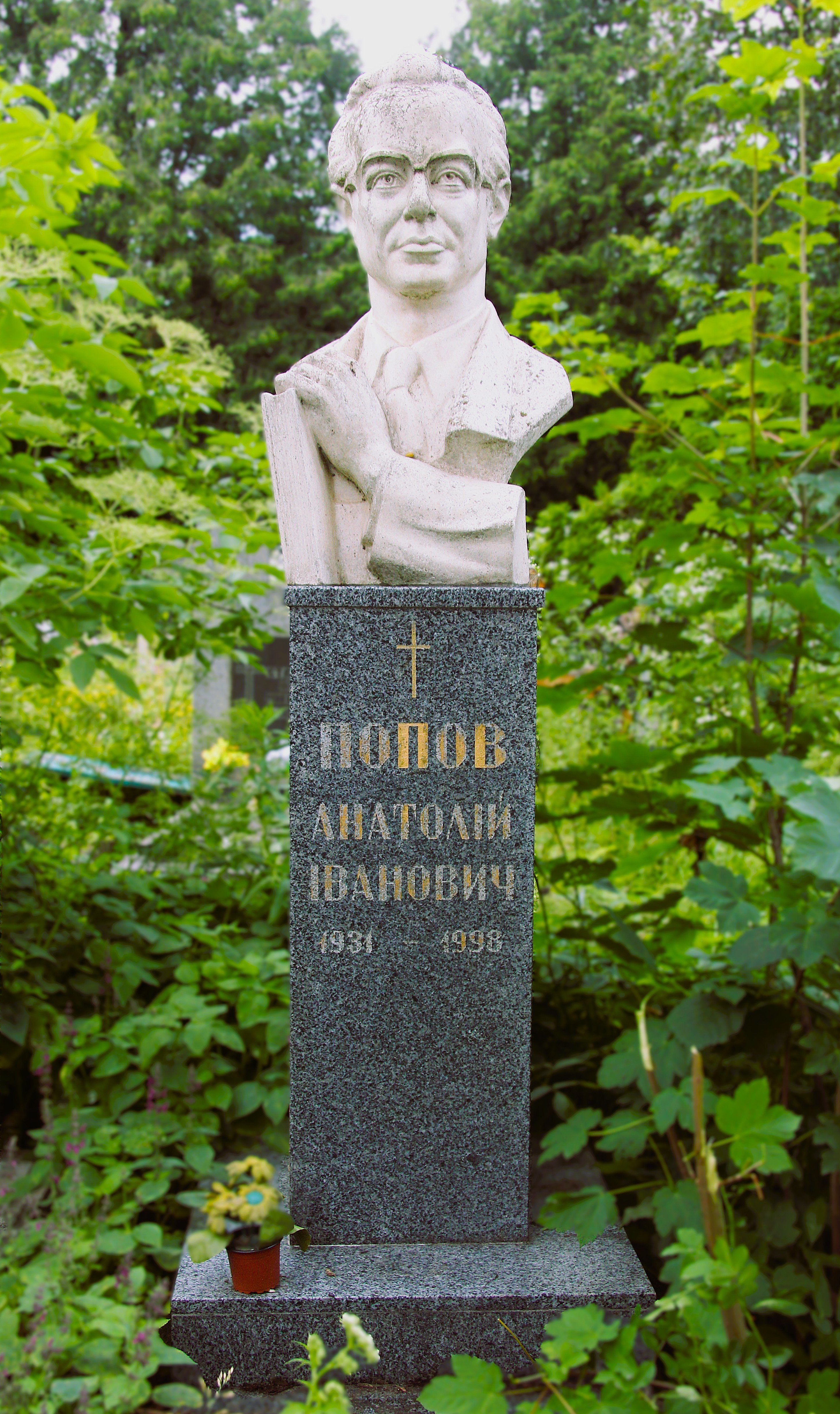
Надгробок на могилі мистецтвознавця Анатолія Попова.

Анатолій Іванович Попов (10 березня 1931, Київ — 1998, Львів) — український мистецтвознавець; член Спілки радянських художників України.

## Біографія
Народився 10 березня 1931 року в місті Києві. 1954 року закінчив Український поліграфічний інститут імені Івана Федорова у Львові, де був учнем Валентина Бунова.
Мешкав у Львові в будинку на вулиці Коцюбинського, № 2, квартира № 5 та у будинку на вулиці Свєнціцького, № 20, квартира № 6.
Помер у Львові, похований на 31 полі Сихівського цвинтаря.

## Праці
Працював в галузі історії мистецтва та художньої критики. Серед робіт:
- «Вони будуть художниками» у збірці «Своїми руками», Львів, 1961;
- буклет «Львівська державна картинна галерея», Київ, 1963;
- статті «Будни и праздники» (про творчість графіка Маріона Ілку), Москва, журнал «Творчество», 1964;
- вступ до альбому «Львівська державна картинна галерея», Київ, 1968.